# ألكسندر شرينر
ألكسندر شرينر (بالإنجليزية: Alexander Schreiner)‏ هو كاتب ترانيم وملحن أمريكي، ولد في 31 يوليو 1901، وتوفي في 15 سبتمبر 1987.

## وصلات خارجية
- ألكسندر شرينر على موقع ميوزك برينز (الإنجليزية)
- ألكسندر شرينر على موقع ديسكوغز (الإنجليزية)